# William Henry Fry

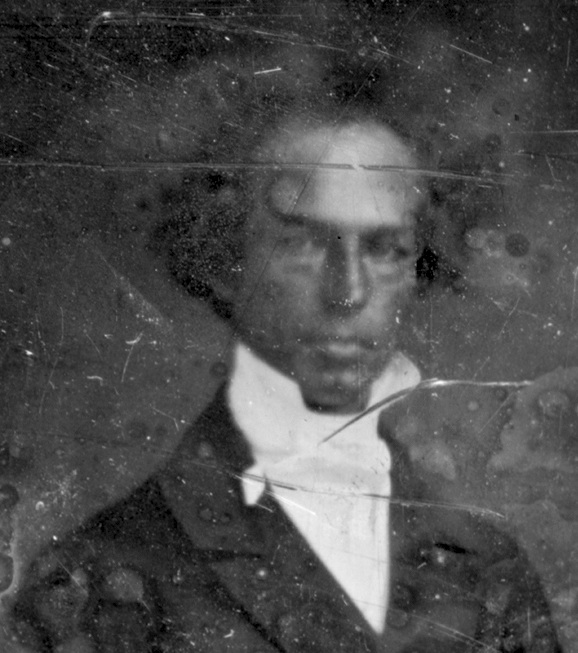
William Henry Fry

William Henry Fry (* 10. August 1813 in Philadelphia, Pennsylvania; † 21. Dezember 1864 auf Santa Cruz (Virgin Islands)) war ein US-amerikanischer Komponist und Musikkritiker.

## Werdegang
Der frühbegabte Fry erhielt bereits 1823 eine Goldmedaille der Philadelphia Philharmonic Society für eine von ihm komponierte Ouvertüre. Er studierte bis 1830 an der University of Pennsylvania. 1836 wurde er Sekretär der Philharmonic Society in Philadelphia. Zur gleichen Zeit schrieb er die ersten Musikkritiken für die von seinem Vater geleitete Philadelphia National Gazette. Ab 1841 gehörte Fry zum Lehrerkollegium der sozialutopischen Kommune Brook Farm. Seit 1846 wirkte er als Korrespondent der Zeitschriften New York Tribune und Philadelphia Public Ledger in London und Paris.
Ab 1852 war Fry Musikkritiker der Tribune in New York. Frys Oper Leonora von 1845 gilt als erste bedeutende Oper der USA. Seine vier programmatischen Sinfonien wurden 1853–54 durch das Orchester von Louis Antoine Jullien uraufgeführt. Er komponierte weitere Opern, mehrere programmatische Sinfonien, Ouvertüren, ein Stabat mater, Kantaten und Lieder.

## Werke
- Aurelia the Vestal, Oper, 1837–41
- Leonora, Oper nach einem Stück von Edward Bulwer-Lytton, UA 1845
- The Breaking Heart, Sinfonie, 1852
- Santa Claus, Sinfonie, 1853
- A Day in the Country, Sinfonie, 1853
- Child Harold, Sinfonie, 1854
- Niagara, Sinfonie, 1854
- Notre Dame de Paris, Oper, 1864

## Rezeption
Claudio S. Grafulla arrangierte Melodien aus der Oper Leonora zu einem Leonora Quick Step.

## Anmerkung
1. ↑  Die Mehrzahl der Quellen – New Grove, American National Biography, Encyclopedia of World Biography u. a. – gibt als Todesdatum den 21. Dezember 1864 an, MGG nennt den 21. September.